# Aeroporto Internacional de Des Moines
O Aeroporto Internacional de Des Moines (em inglês: Des Moines International Airport) (IATA: DSM, ICAO: KDSM) é um aeroporto internacional localizado em Des Moines, no estado de Iowa, nos Estados Unidos.